# Ефремово (Нижегородская область)
Ефремово — деревня в составе городского округа Навашинский Нижегородской области России.

## География
Деревня расположена в 24 км на север от города Навашино.

## История
Первое упоминание о деревне Ефремове в составе Спас-Седчинского прихода имеется в окладных книгах 1676 года. В ней значилось 37 дворов крестьянских.
В конце XIX — начале XX века деревня являлось крупным населённым пунктом в составе Монаковской волости Муромского уезда Владимирской губернии. В 1859 году в деревне числилось 42 двора, в 1905 году — 110 дворов.
С 1929 года деревня входила в состав Ефановского сельсовета Муромского района Горьковского края. С 1944 года — в составе Мордовщиковского района (с 1957 года — Навашинский район) Горьковской области. С 2009 года деревня в составе Поздняковского сельсовета, с 2015 года — в составе городского округа Навашинский.

## Население
| 1859 | 1897 | 1905 | 1926  | 2002 | 2010 |
| ---- | ---- | ---- | ----- | ---- | ---- |
| 393  | ↗679 | ↗773 | ↗1064 | ↘74  | ↘55  |